# Kastenwagen

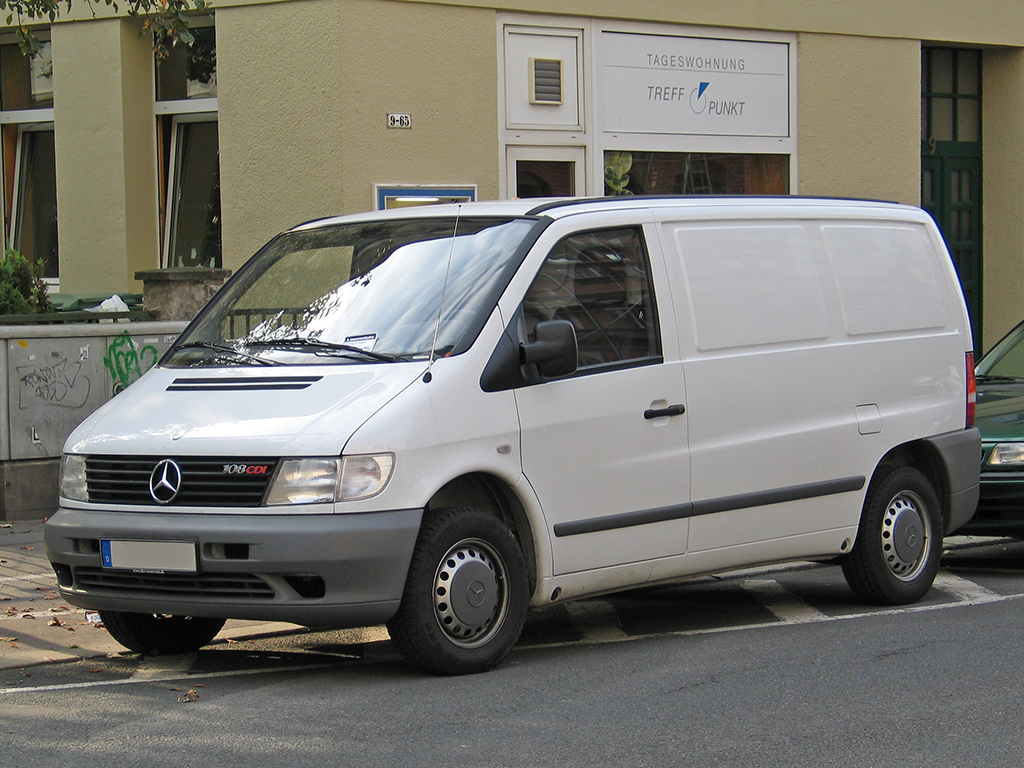
Kastenwagen: Mercedes-Benz Vito

Ein Kastenwagen ist eine Aufbauvariante bei Nutzfahrzeugen mit einem nach allen Seiten hin fest umschlossenen Laderaum. Kastenwagen werden häufig als Lieferwagen eingesetzt.
Historisch gesehen ist der Kastenwagen einer der ältesten Standardaufbauten von der Pferdekutsche bis zum motorgetriebenen Kraftfahrzeug. Die Karosserie des kastenförmigen Aufbaus bildet dabei im Gegensatz zum Kofferaufbau, der auf dem Fahrzeugrahmen als getrennte Einheit montiert ist, eine bauliche Einheit mit dem Fahrerhaus bzw. dem Fahrerarbeitsplatz. Der Laderaum ist dennoch meistens durch eine raumhohe oder halbhohe Trennwand oder ein Gitter von der Fahrerkabine getrennt.
Oft werden Lieferwagenversionen von Pkw, also Pkw ohne hintere seitliche Glasscheiben, sondern mit einer Verblechung, auch als „Kastenwagen“ bezeichnet (analog zu den unterschiedlichen Varianten bei Kleintransportern: „Kastenwagen“, „Doppelkabine“, „Kombi“ (für den Personentransport)).
Kastenwagen werden in Deutschland steuerlich unabhängig von ihrer Größe wie Lkw behandelt und deshalb nach zulässiger Gesamtmasse und nicht nach Hubraum besteuert.
Seit etwa Anfang 1990 zählen bei der Begriffsbestimmung von Kastenwagen auch Reisemobile auf Basis von Kleintransportern zu dieser Gattung. Als Basisfahrzeuge werden dabei zahlreiche Modelle der Transporterhersteller verwendet. Diese Fahrzeuge stellen mittlerweile wegen ihrer Nutzbarkeit als Pkw einen nicht unerheblichen Teil der gesamten Freizeitfahrzeugflotte dar und werden von Jahr zu Jahr immer beliebter.

## Kastenwagen als Lkw und Kleintransporter
Bis in die 1970er Jahre waren Kastenwagen im Lastwagenbau besonders als Möbelwagen verbreitet, verschwanden jedoch zugunsten der separaten Kofferaufbauten weitgehend mit dem Aufkommen kippbarer Lkw-Fahrerhäuser, da ein Kippen mitsamt dem fest verbundenen Kasten nicht möglich wäre.
Bei Kleintransportern sind Kastenwagen sehr verbreitet, wobei es bei den größeren Kleintransportern auch die oben erwähnten getrennt aufgebauten Kofferaufbauten gibt. Kleinbusse, Kastenwagen, und Pritschenwagen werden von den Fahrzeugherstellern meistens auf demselben Chassis entwickelt (siehe VW Transporter).

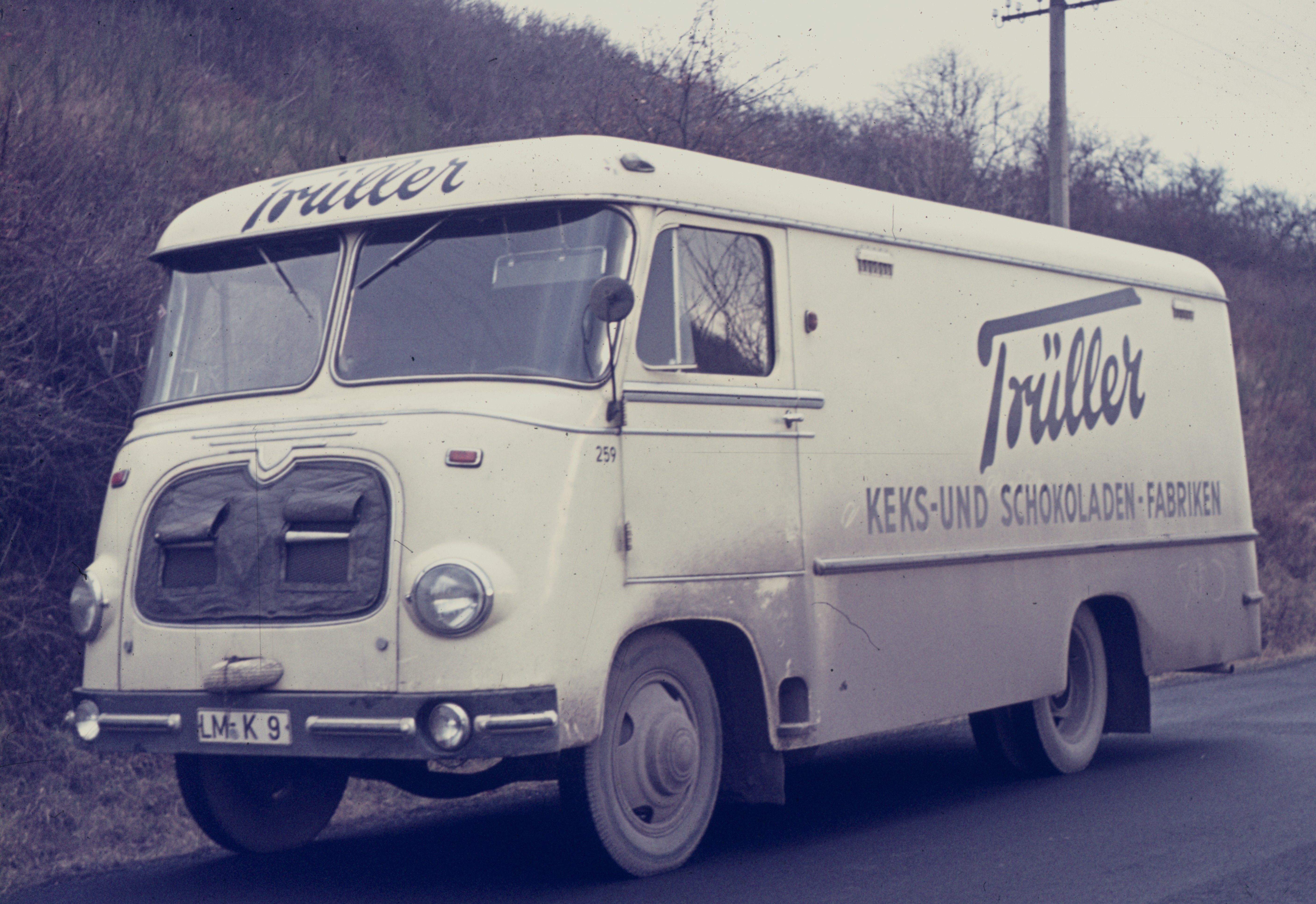
Borgward Frontlenker Kastenwagen (17. Dezember 1962)
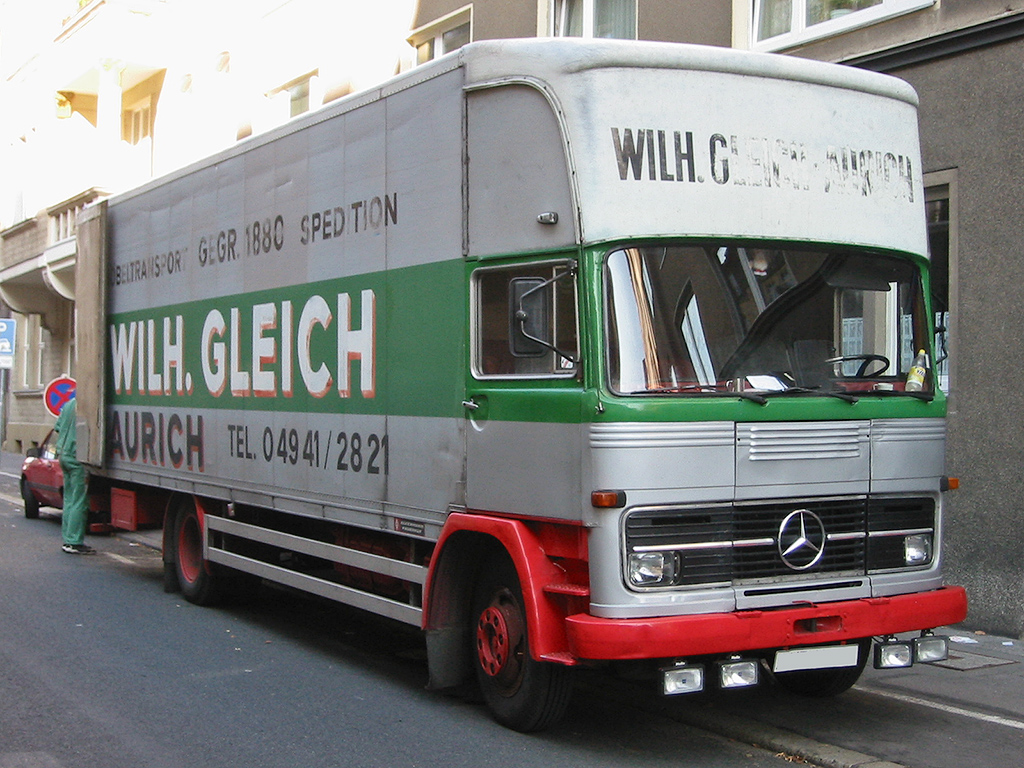
Lkw als Kastenwagen: Möbelwagen
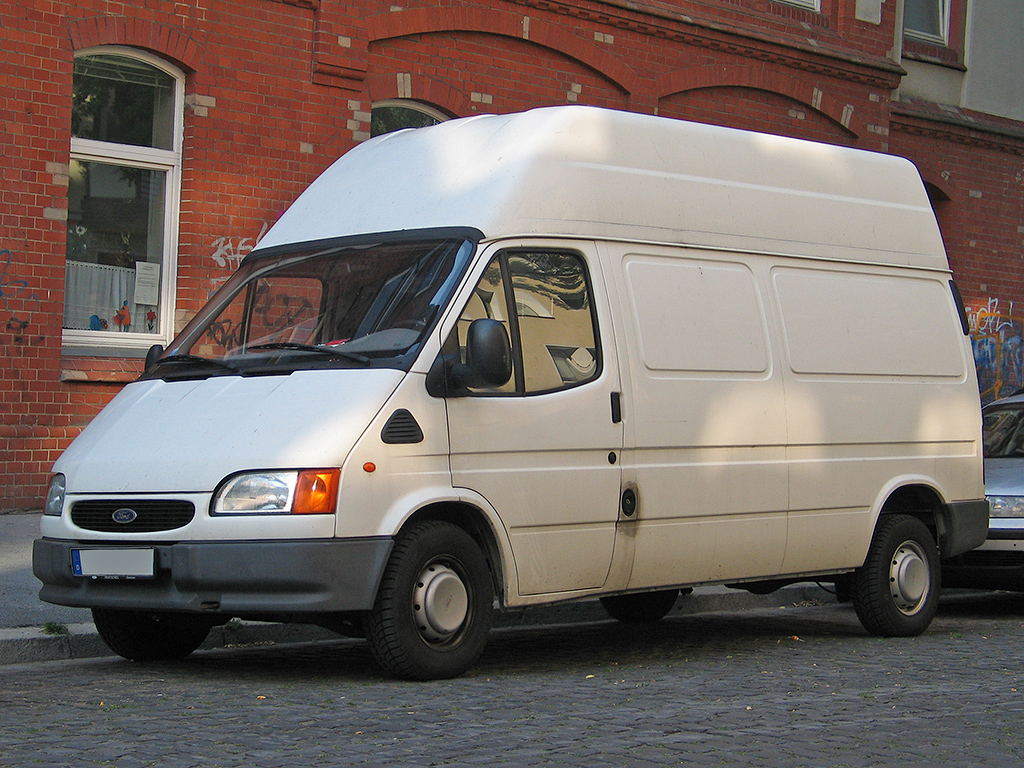
Kastenwagen als Kleintransporter: Ford Transit

## Pkw mit Kastenaufbau
Im Pkw-Bereich gab es als Vorläufer der Hochdachkombis eine eigene Fahrzeugklasse: Pkw mit Kastenaufbau, wie z. B. die Kastenente.
Bei diesen Kastenwagen war der Kasten noch im klassischen Sinn aufgesetzt, der meist in der Breite, immer jedoch in der Höhe über das Dach des Führerhauses hinausragte. Die Karosserie weicht also deutlich von den Serien-Pkw ab – im Gegensatz zu Pkw-Lieferwagen. Sie sind nicht nur als Lieferwagen, sondern auch als Fünfsitzer mit Seitenscheiben im Kastenaufbau erhältlich, aber auch da ohne seitliche Tür. Aus diesen Modellen entwickelte sich die Fahrzeuggattung des Hochdachkombis, bei dem „Führerhaus“ und Kasten optisch eine Einheit bilden.

## Kastenwagen als Reisemobil

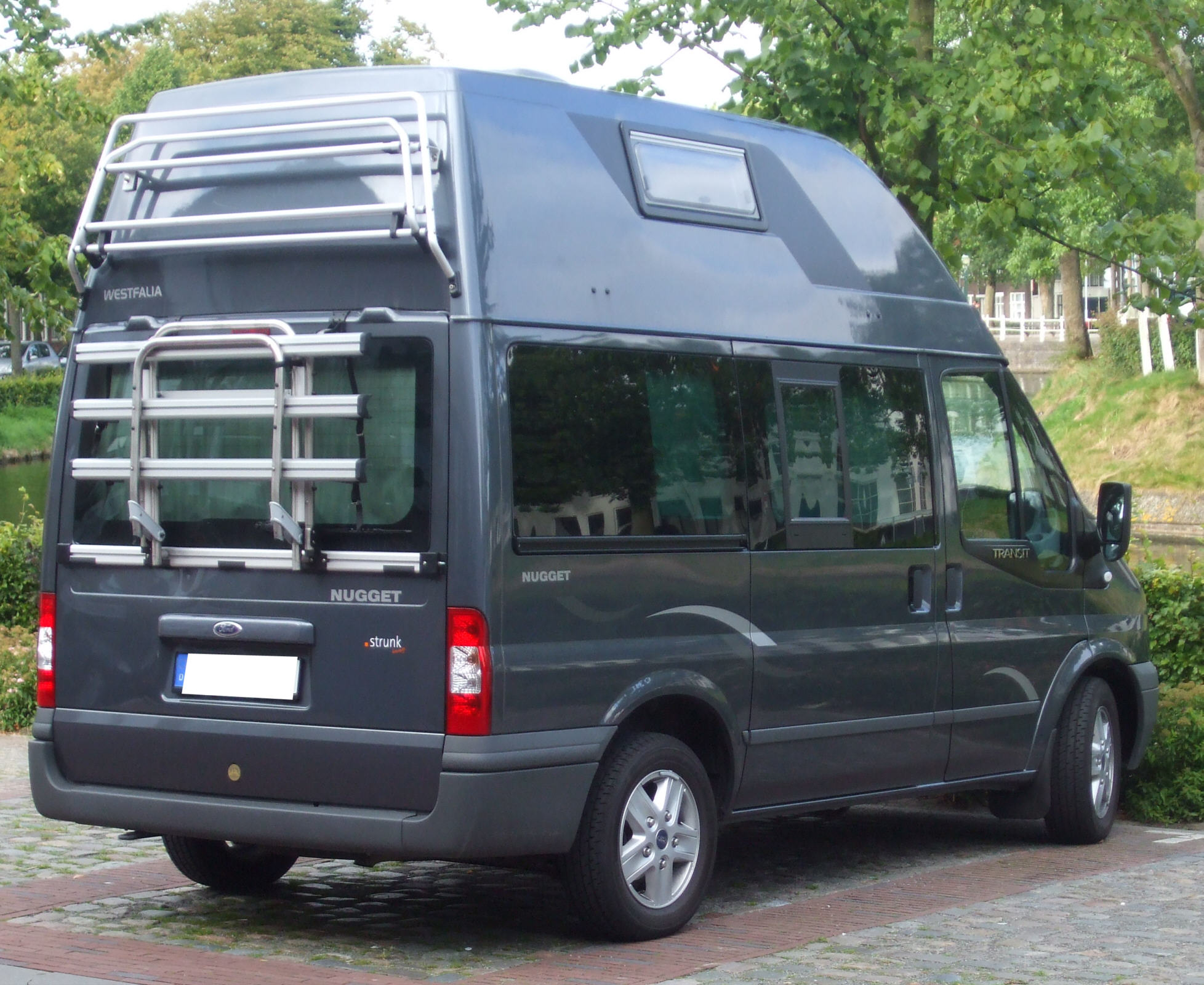
Wohnmobil mit Hochdach

Die ersten Reisemobile entstanden in den 1950er Jahren auf der Basis des VW-Bus, dem Prototyp des Kleintransporters. Mit der Westfalia Campingbox entstand eine der ersten Inneneinrichtungen für serienmäßige Kleintransporter. Im Gegensatz zu späteren Inneneinrichtungen konnte sie noch mit wenigen Handgriffen aus dem Fahrzeug herausgenommen werden und blieb dabei voll funktionstüchtig.
In den 1970er Jahren wurde dann ein mit Wohneinrichtung ausgebauter Kleintransporter, der zusätzlich auch über Sanitärausstattung einschließlich Toilette und Dusche verfügte, als Reisemobil bezeichnet. Diese Fahrzeuge sind bis heute in Produktion. Sie bieten mehr Fahrkomfort und sind in der Regel sparsamer im Verbrauch als größere Wohnmobile, dafür ist der Wohnraum kleiner und der Wohnkomfort geringer, da er sich auf die Maße des serienmäßigen Kleintransporters begrenzt. Vorteil ist die hohe Alltagstauglichkeit der Fahrzeuge, Nachteil ist der durch den aufwendigen Ausbau hohe Preis im Verhältnis zur Fahrzeuggröße.
Moderne Reisemobile auf Kastenwagenbasis verfügen in aller Regel entweder über ein festes Hochdach oder über ein Aufstelldach (auch als Hubdach bezeichnet), um im Standbetrieb Stehhöhe zu gewährleisten. Bei manchen Modellen können unter diesem Dach noch ein bis zwei Schlafplätze eingerichtet werden.

## Fotos

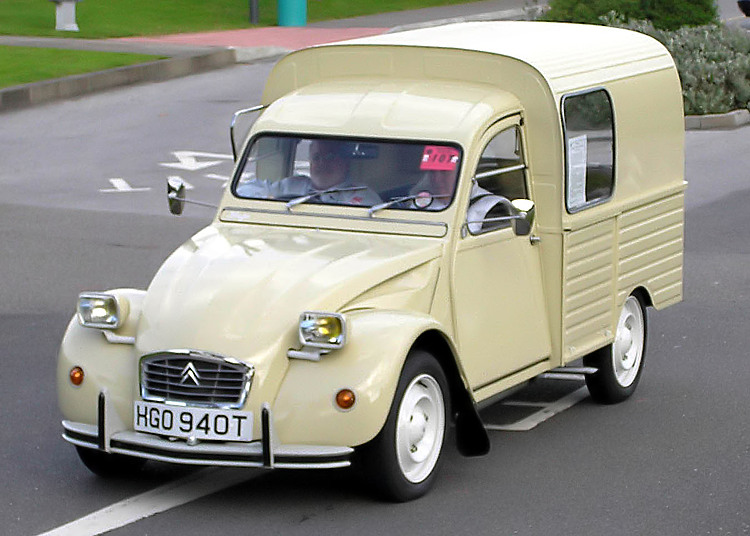
Citroën AK 400 Fourgonette – auf Basis der „Ente“
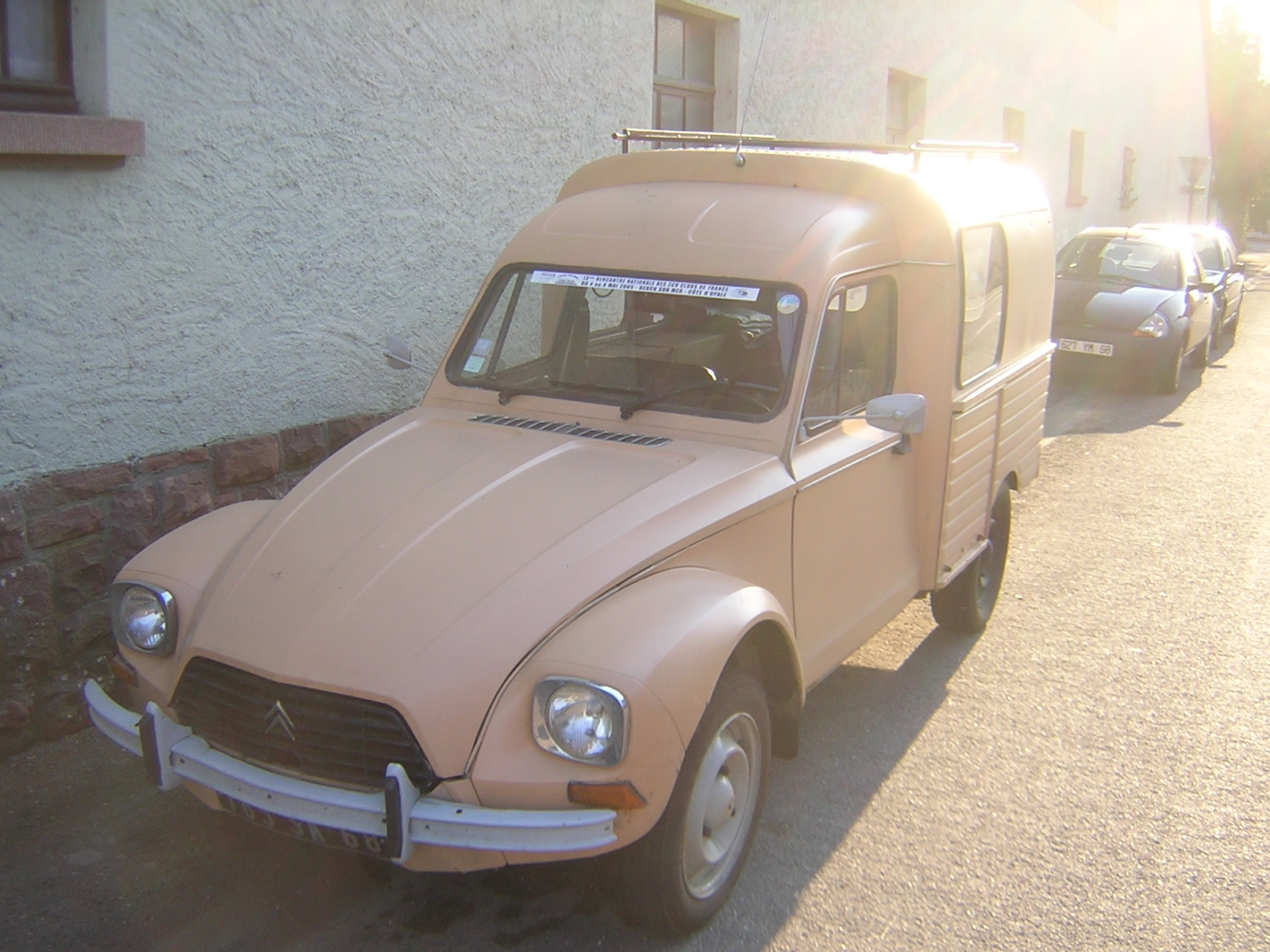
Citroën Acadiane – auf Basis der Dyane
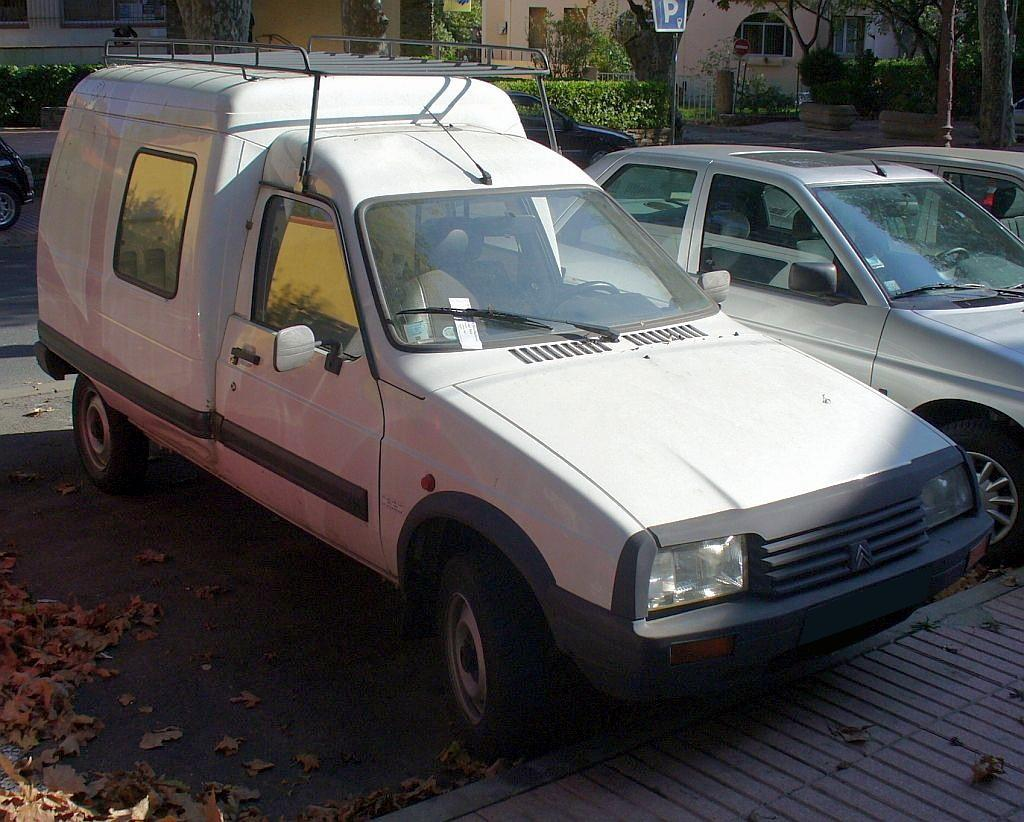
Citroën C15 – auf Basis des Citroën Visa
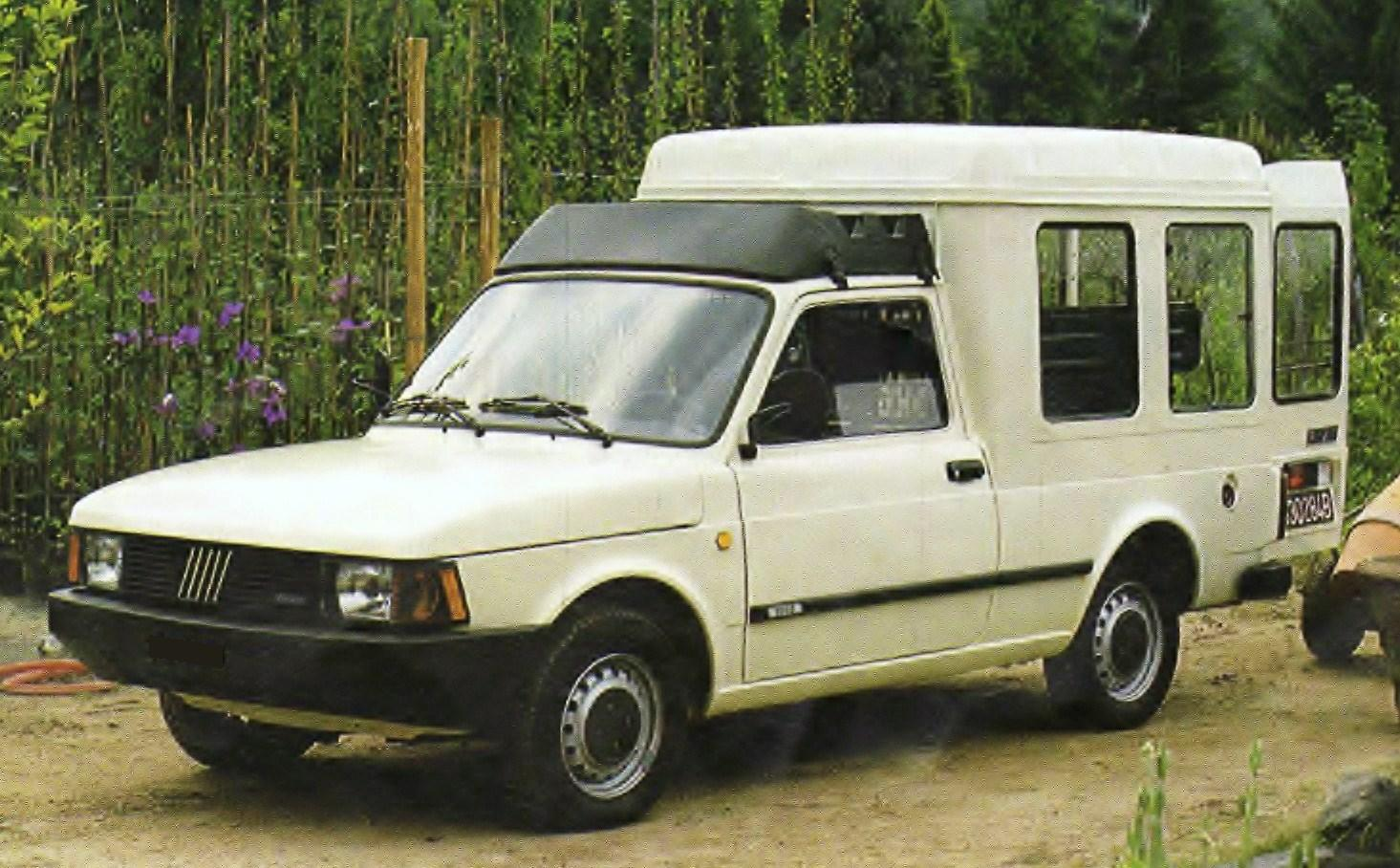
Fiat Fiorino I – auf Basis des Fiat 127
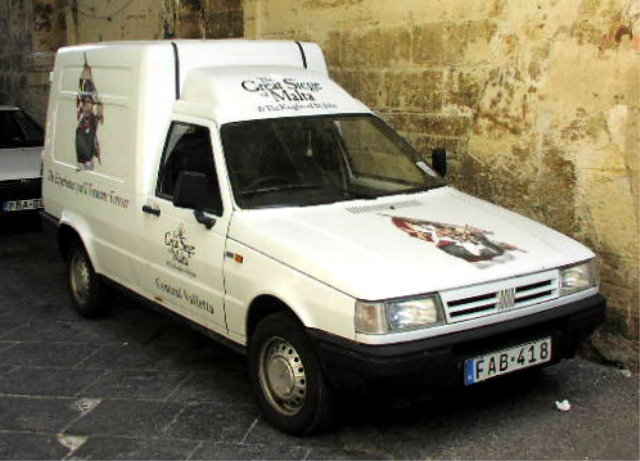
Fiat Fiorino II – auf Basis des Fiat Uno
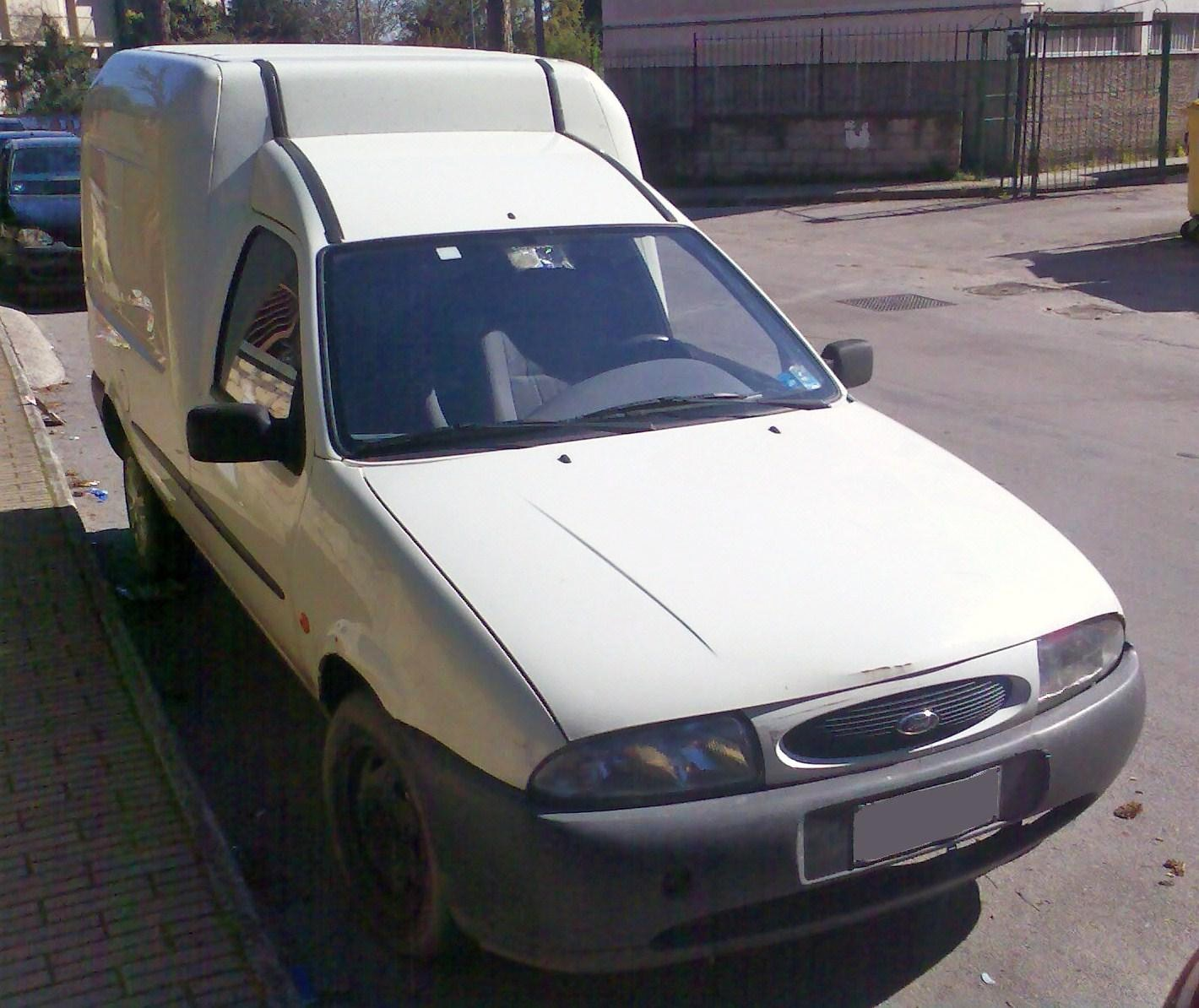
Ford Courier – auf Basis des Ford Fiesta
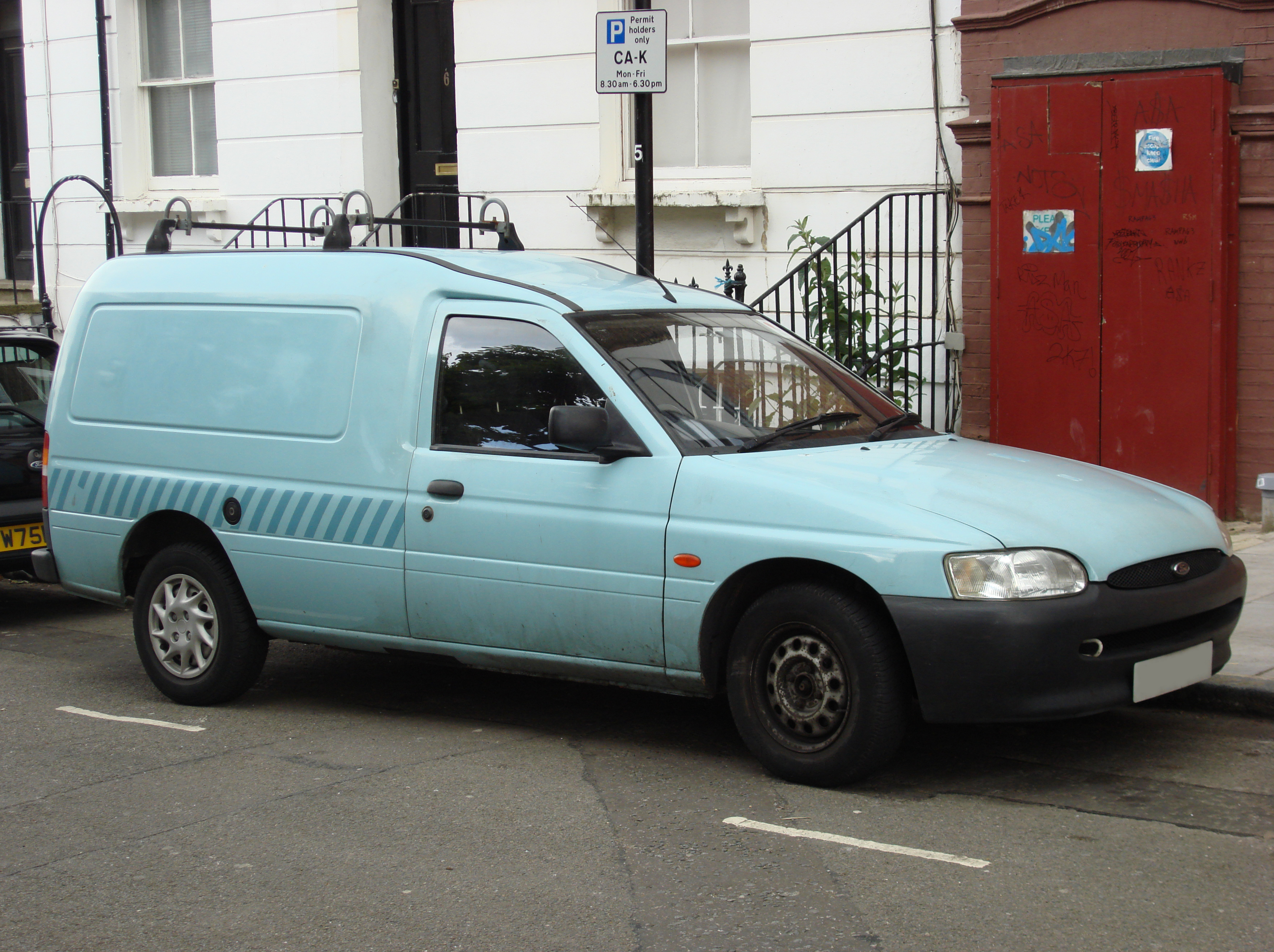
Ford (Escort) Express – auf Basis des Ford Escort
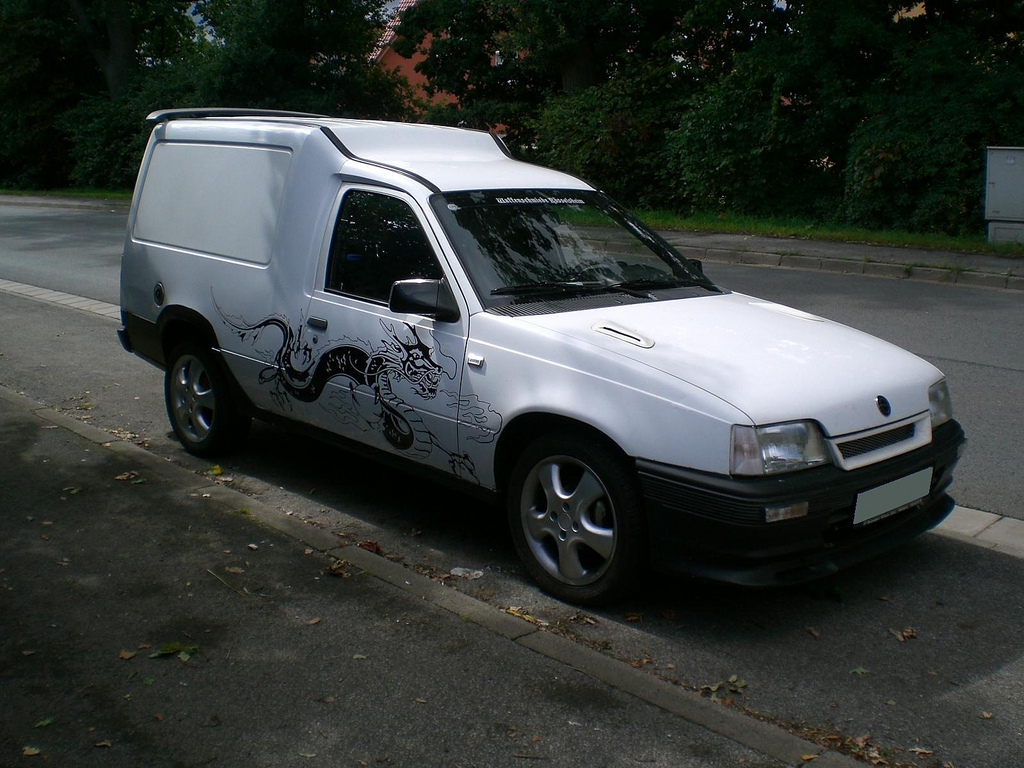
Opel Combo A – auf Basis des Opel Kadett E
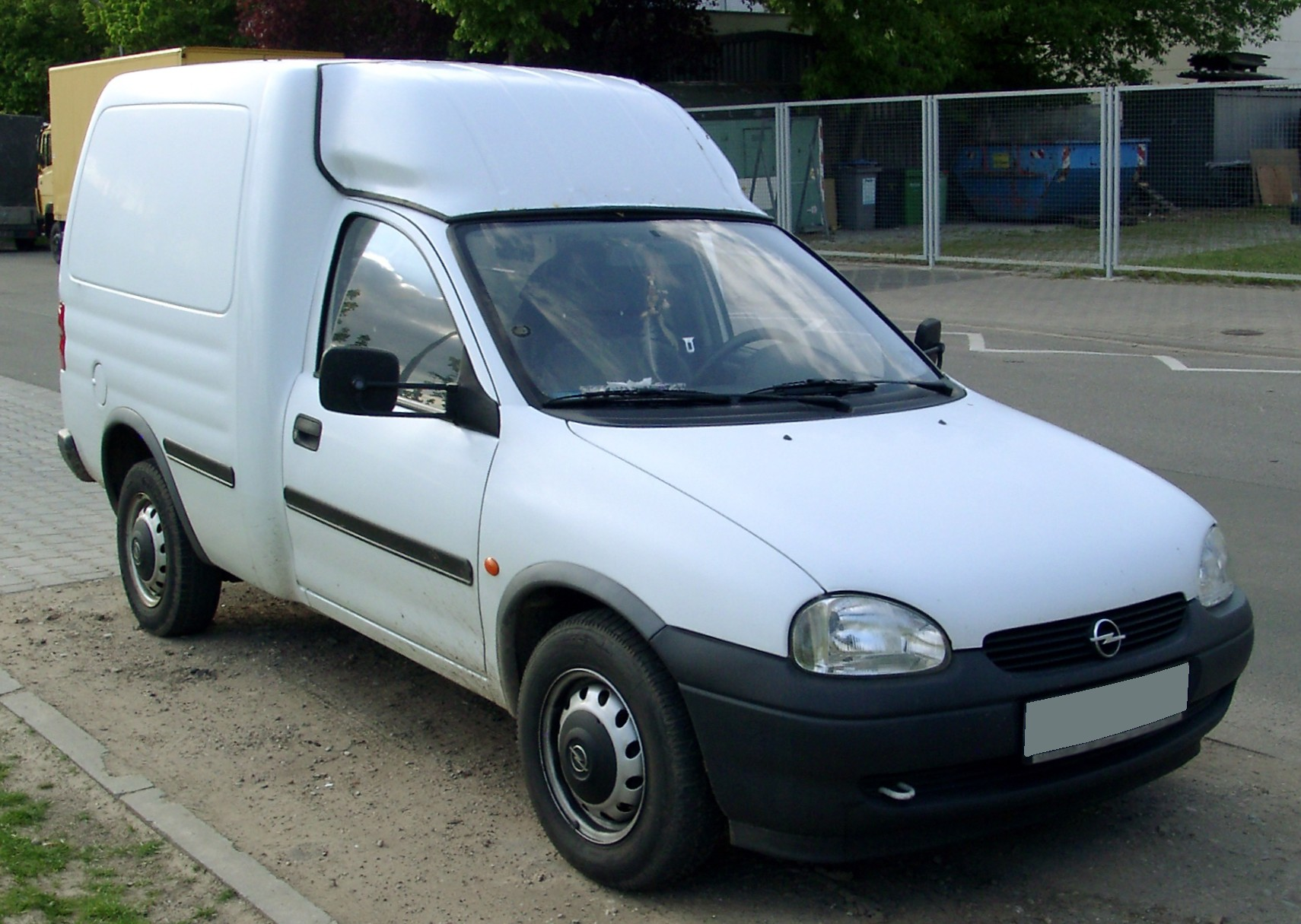
Opel Combo B – auf Basis des Opel Corsa B
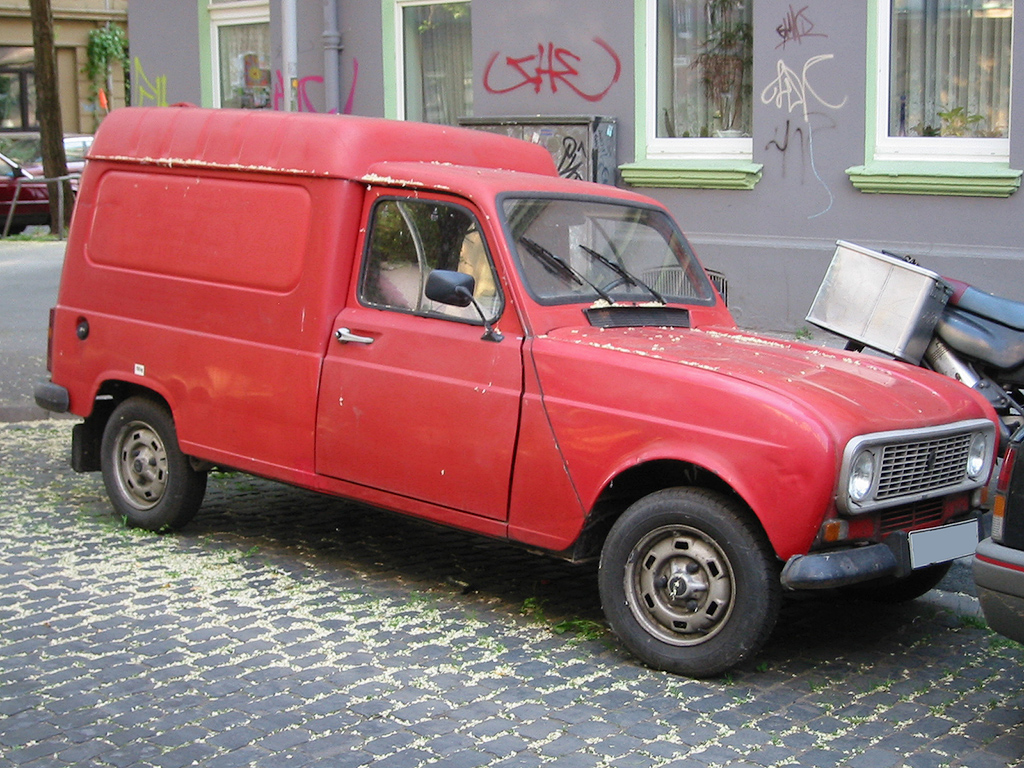
Renault R4 F4/F6 – auf Basis des R4
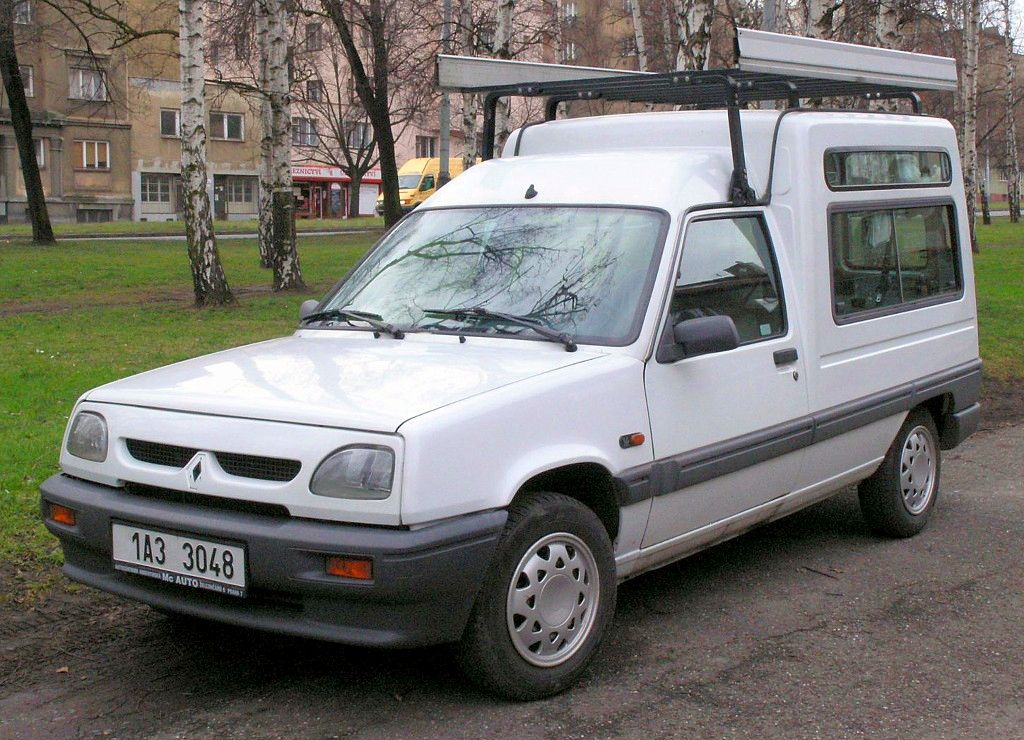
Renault Rapid – auf Basis des R5
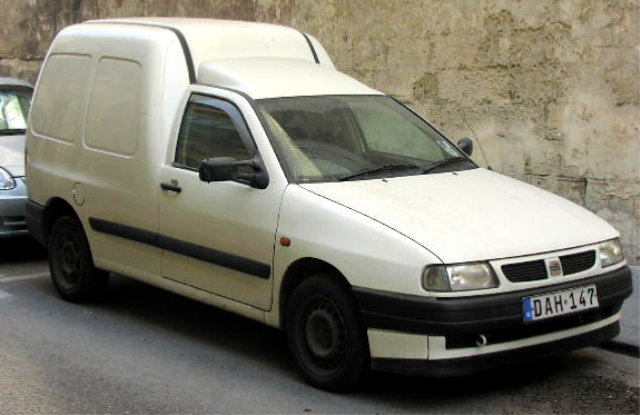
Seat Inca – auf Basis des Seat Ibiza/Cordoba
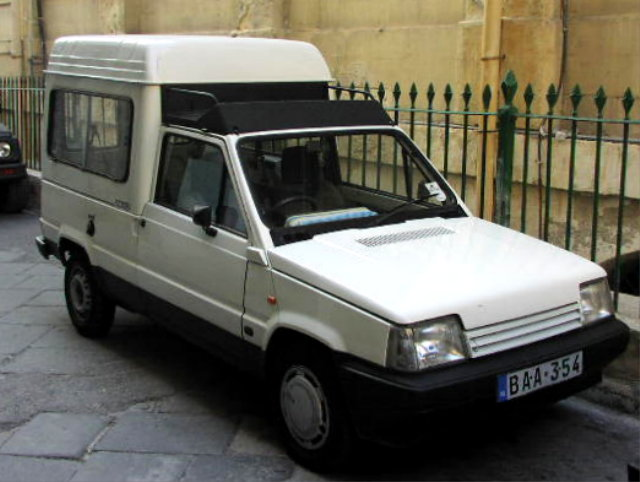
Seat Terra – auf Basis des Seat Marbella
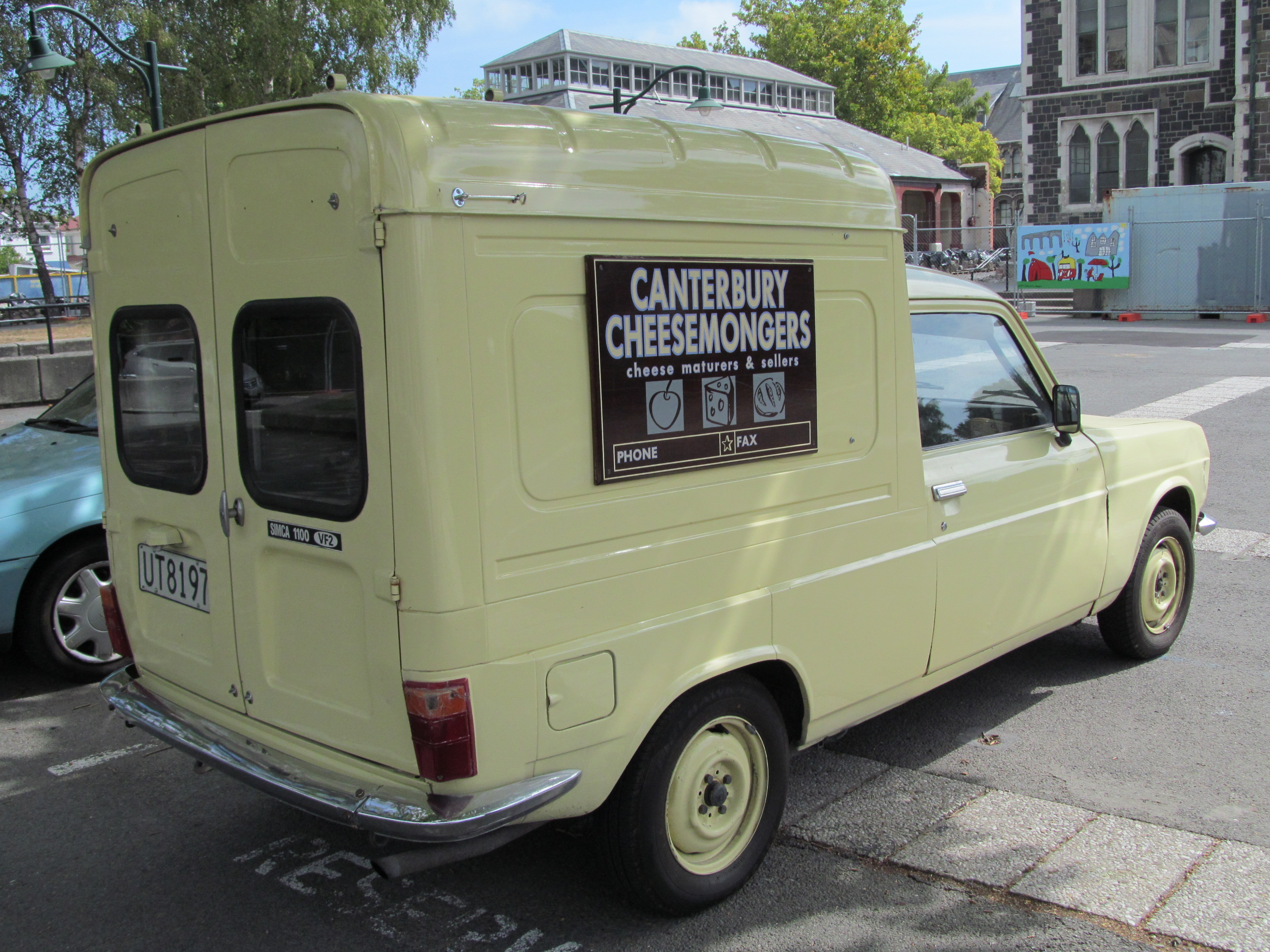
Simca 1100 VF2 – auf Basis des Simca 1100
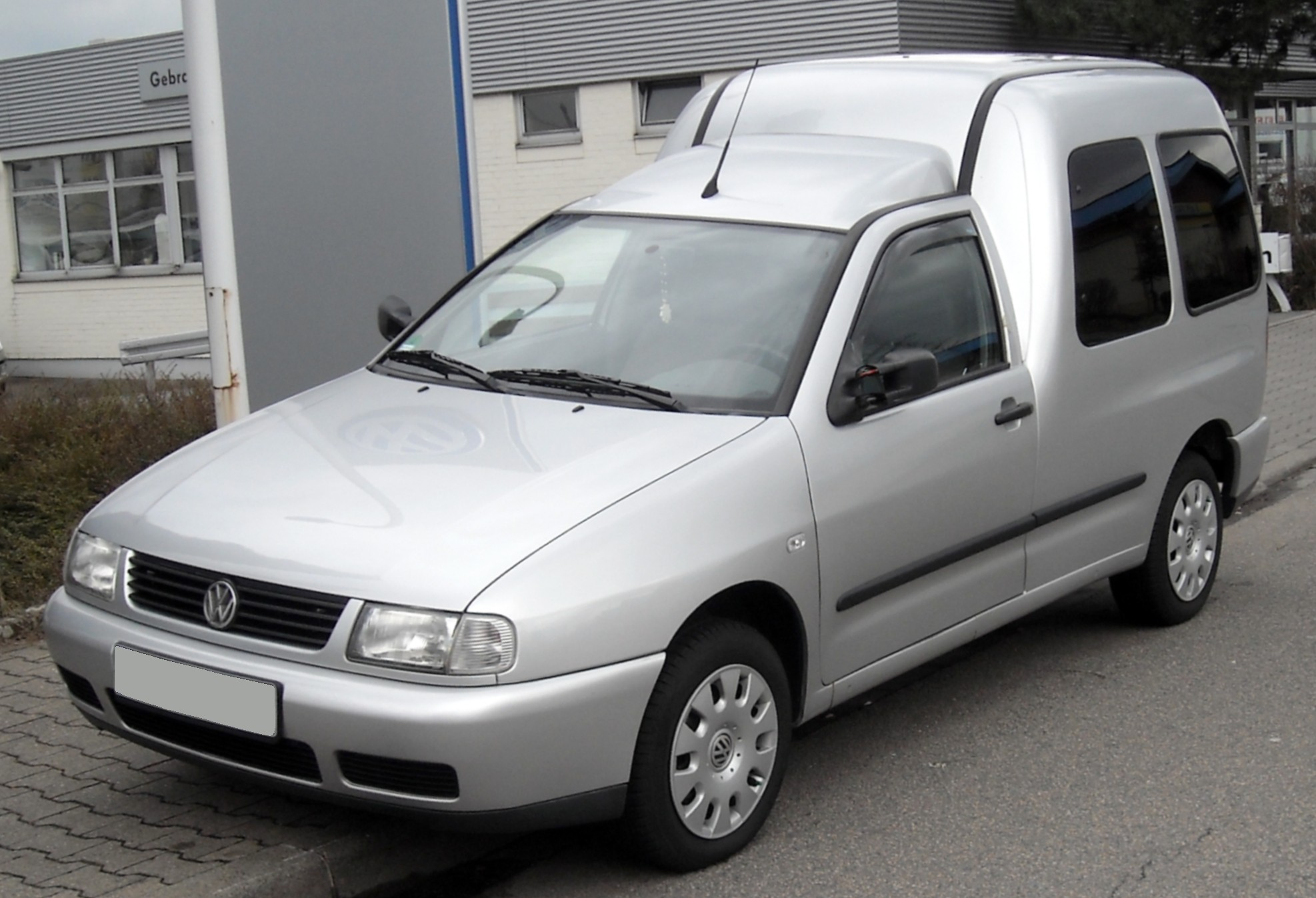
VW Caddy 9KV – baugleich mit dem Seat Inca

## Begriffe
Für die Begriffe Lieferwagen, Kastenwagen und Kleintransporter gibt es keine exakte Definition. Folgende Übersicht zeigt die Verwendung und die Überschneidung – speziell, dass der Begriff „Kastenwagen“ in zwei Weisen genutzt wird.